# أرنولد كروز
أرنولد كروز (بالإسبانية: Arnold Cruz) (22 ديسمبر 1970 هندوراس - ) هو لاعب كرة قدم هندوراسي يلعب كمدافع.

## روابط خارجية
- أرنولد كروز على موقع الاتحاد الدولي (مؤرشف)  (الإنجليزية)
- أرنولد كروز على موقع الدوري الأمريكي (الإنجليزية)
- أرنولد كروز على موقع قاعدة بيانات كرة القدم.إي يو (الإنجليزية)
- أرنولد كروز على موقع ناشيونال فوتبول تيمز (الإنجليزية)